# Remenafulles cua-rogenc
El remenafulles cua-rogenc (Chamaeza ruficauda) és una espècie d'ocell de la família dels formicàrids (Formicariidae) que habita el terra de la selva pluvial de les muntanyes del sud-est del Brasil des de Minas Gerais i Espírito Santo cap al sud fins Rio Grande do Sul.